# Volo Continental Express 2574
Il volo Continental Express 2574 era un volo di linea della Continental Express decollato dall'aeroporto Internazionale di Laredo, Laredo, Texas, con destinazione l'aeroporto Intercontinentale di Houston-George Bush, Texas. L'11 settembre 1991, l'Embraer EMB 120 che operava il volo precipitò vicino Eagle Lake, Texas, provocando la morte di tutte le 14 persone presenti sull'aereo. I media ipotizzarono inizialmente che una bomba potesse aver distrutto l'aereo; tuttavia, il National Transportation Safety Board (NTSB) scoprì successivamente che le viti mancanti sullo stabilizzatore orizzontale avevano causato l'incidente.

## L'aereo
Il velivolo coinvolto era un Embraer EMB 120, numero di registrazione N33701 e numero di serie 120-L77. Era stato acquistato dalla Continental Express nell'aprile 1988. Al giorno prima dell'incidente, l'Embraer aveva accumulato 7 229 ore di volo e 10 009 cicli di pressurizzazione ed era valutato 7,75 milioni di dollari.

## L'equipaggio
L'equipaggio era composto dal comandante 29enne Brad Patridge di Kingwood, Texas (Greater Houston), dal primo ufficiale 43enne Clint Rodosovich di Houston insieme all'assistente di volo di 33 anni, Nancy Reed di Humble, Texas. Sia Patridge che Rodosovich erano piloti esperti con 4,243 ore di volo e 11 543 ore di volo (di cui 2,468 e 1 066 sull'Embraer EMB 120), rispettivamente.

## L'incidente
L'EMB 120 partì da Laredo alle 09:09, operando ai sensi del regolamento sull'aviazione federale parte 135 e, dopo un normale decollo, gli venne assegnata un'altitudine di crociera di 25,000 piedi (7,620 m), successivamente 24,000 piedi (7,315 m). Alle 09:54, l'equipaggio rispose al centro di controllo del traffico di Houston e iniziò a scendere fino a 9,000 piedi (2,743 m). Verso le 10:03, mentre scendeva a 11,500 piedi (3,505 m) con una velocità indicata di 260 nodi, il bordo d'attacco dello stabilizzatore orizzontale sinistro si separò dalla cellula, e l'aereo si abbassò drammaticamente, rotolando su un asse mentre l'ala sinistra si piegava. Il carburante in uscita dall'ala si infiammò e i piloti persero conoscenza per le estreme forze G causate dalle grandi oscillazioni dell'aereo. Il relitto cadde nel sud-est della contea del Colorado, in Texas, esplodendo all'impatto, al largo della Farm to Market Road 102, 11 chilometri a sud-est di Eagle Lake, Texas, e 97 chilometri a ovest del centro di Houston. Il Dipartimento della Pubblica Sicurezza del Texas riferì che le unità di soccorso non avevano trovato sopravvissuti. Il relitto era distribuito su un'area di 10 chilometri quadrati; alcuni pezzi caddero nel fiume Colorado. Nel relitto furono scoperti diamanti per un valore di circa $ 500.000 (valore nel 1991); non ebbero tuttavia alcun ruolo nell'incidente.

## Le indagini

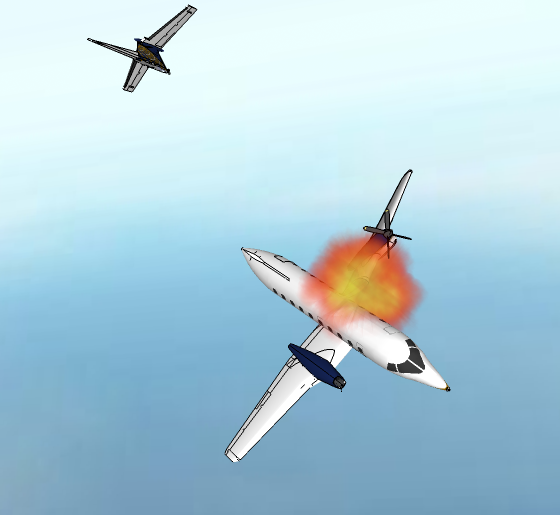
Ricostruzione del cedimento strutturale.

Il National Transportation Safety Board  aprì immediatamente un'inchiesta per accertare le cause dell'incidente. Gli investigatori ritrovarono ed analizzarono il Cockpit Voice Recorder dove, prima dell'impatto dell'aereo con il terreno, si potevano sentire dei rumori metallici. L'analisi del Flight Data Recorder evidenziò che l'Embraer aveva cominciato improvvisamente a precipitare raggiungendo valori oltre i limiti strutturali con -3.5G raggiungendo un beccheggio di -86°. Inoltre, dopo l'inizio della discesa incontrollata, il Flight Data Recorder aveva registrato una fluttuazione dei giri dell'elica.
In aiuto alle indagini vennero prese le testimonianze di alcuni testimoni a terra che avevano visto l'aereo prendere fuoco e perdere alcuni pezzi in volo. Le indagini accertarono che lo stabilizzatore orizzontale, la parte "alta" dell'impennaggio a T dell'Embraer, si era separato in volo dalla fusoliera. Le analisi ai motori evidenziarono che le pale del motore destro erano andate in super-giri a causa dell'alta velocità raggiunta dall'aereo durante la picchiata.
A 1,2 miglia ovest dal luogo dell'incidente, un pilota che stava sorvolando la zona vide dei rottami sulla riva del Colorado. Gli investigatori però non li trovarono mai.
L'inchiesta del NTSB accertò che le viti del supporto dello stabilizzatore, che erano state rimosse la notte prima dell'incidente, non erano state sostituite. La causa della mancata sostituzione delle viti era da attribuirsi al mancato passaggio di consegne tra le squadre di manutenzione e alle carenti misure di sicurezza e ispezione della Continental Express. Un'altra causa del cedimento strutturale era da attribuirsi all'alta velocità di discesa dell'aereo. L'incendio visto dai testimoni era da attribuirsi al danneggiamento dei serbatoi di carburante in seguito al cedimento strutturale dello stabilizzatore.

## Ruolo nello sviluppo della cultura della sicurezza
Alcuni esperti affermano che lo schianto del volo Continental Express 2574 è stato il punto di svolta più drammatico per la "cultura della sicurezza" negli Stati Uniti. Il membro dell'NTSB, il dottor John Lauber, ha suggerito che la probabile causa dell'incidente includeva "L'incapacità della direzione della Continental Express di stabilire una cultura aziendale che incoraggiasse e imponesse l'adesione alle procedure approvate di manutenzione e garanzia della qualità". A seguito di questo e di altri incidenti aerei simili, la cultura della sicurezza divenne l’argomento principale del Summit nazionale statunitense sulla sicurezza dei trasporti, ospitato dall’NTSB nel 1997.
Questo movimento per la sicurezza aerea è continuato con la promulgazione del 5 aprile 2000 del Wendell H. Ford Aviation Investment and Reform Act for the 21st Century, chiamato anche AIR 21.

## Nella cultura di massa
L'incidente del volo 2574 della Continental Express è stato analizzato nell'episodio La strada delle buone intenzioni della undicesima stagione del documentario Indagini ad alta quota trasmesso dal National Geographic Channel.